# St. Blasius (Schallstadt-Wolfenweiler)

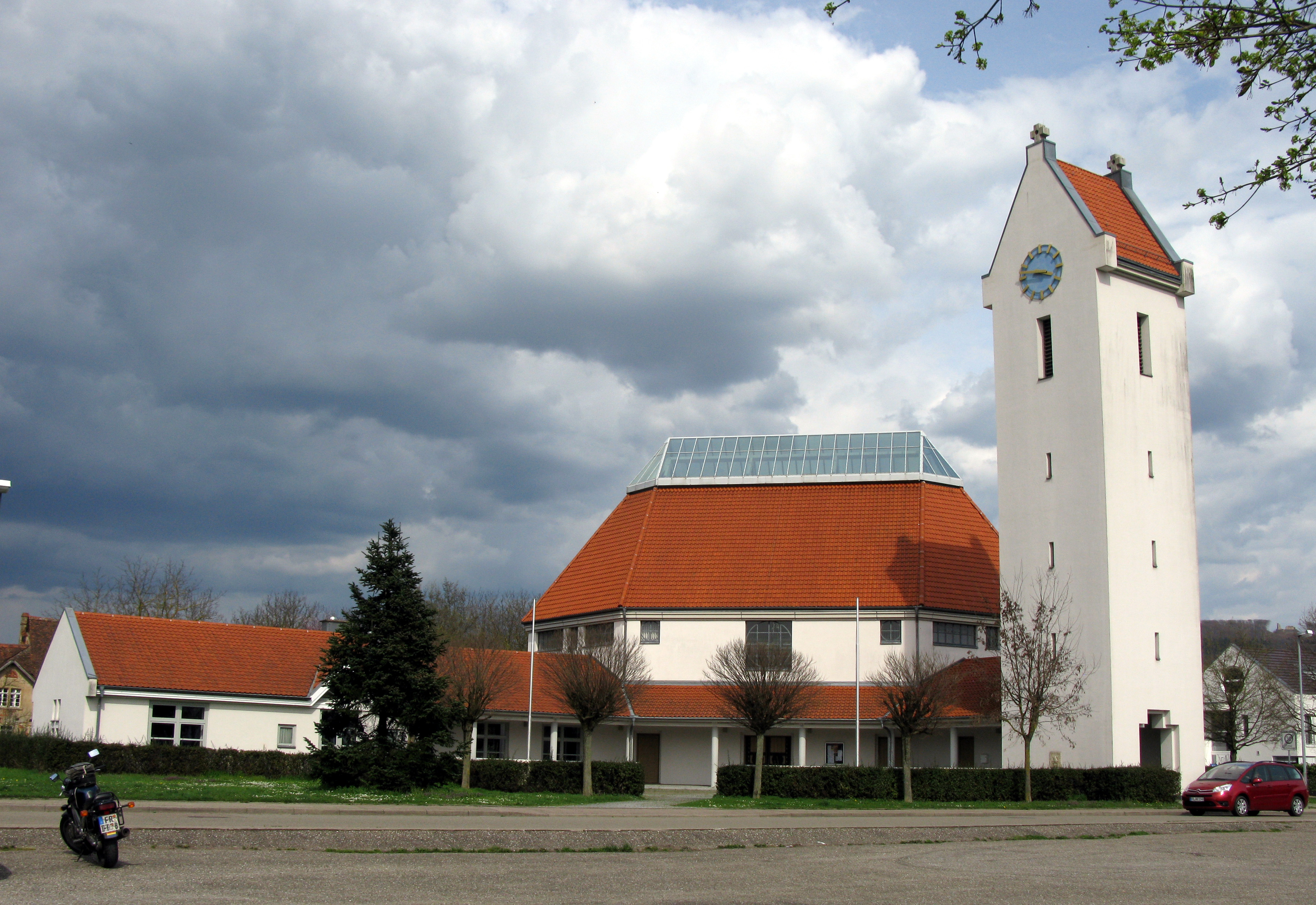
St. Blasius von Westen

St. Blasius ist die römisch-katholische Pfarrkirche von Schallstadt, das im Landkreis Breisgau-Hochschwarzwald südlich von Freiburg im Breisgau liegt. Die politische Gemeinde entstand am 1. Januar 1971 durch Vereinigung der Dörfer Schallstadt und Wolfenweiler und hieß bis zum 31. Oktober 1977 „Schallstadt-Wolfenweiler“. Die Pfarrgemeinde gehört zur Seelsorgeeinheit Batzenberg-Schönberg des Erzbistums Freiburg. In den Neubau der Kirche – 1992 bis 1994, im Kernort Schallstadt an der Grenze zu Wolfenweiler – wurden auf Anregung des Pfarrers und Kunsthistorikers Manfred Hermann die barocken, Matthias Faller zugeschriebenen Altäre der 1963 abgebrochenen Kirche St. Katharina von Hermanns Geburtsort Gütenbach aufgenommen.

## Geschichte

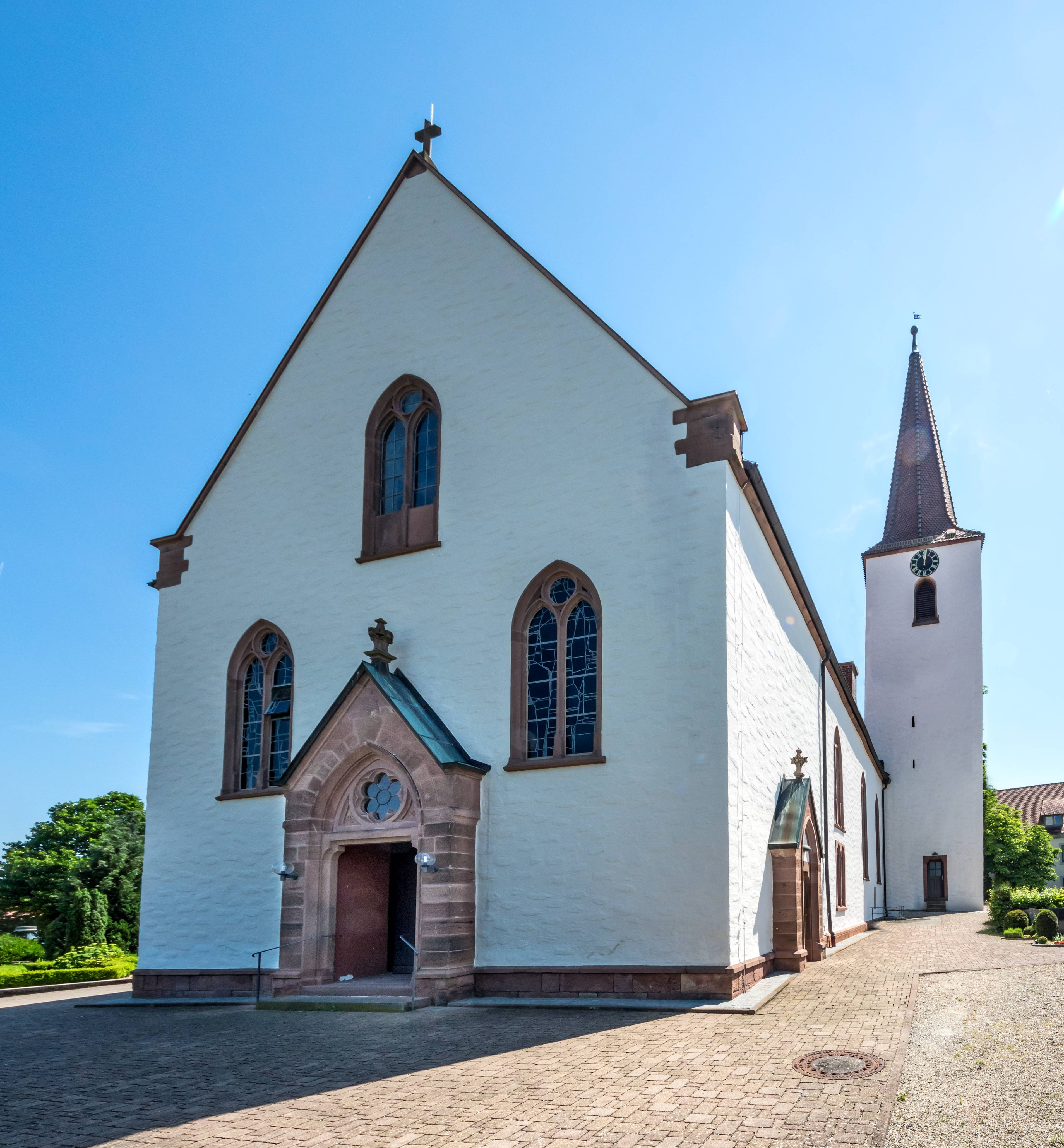
Evangelische Kirche Wolfenweiler

Eine Kirche im heutigen Schallstadt, im Dorf Wolfenweiler gelegen, ist erstmals 1139 bezeugt, als Erlewin von Wolfenweiler sie dem Priorat St. Ulrich im Schwarzwald übergab. Wahrscheinlich war sie schon damals dem heiligen Petrus geweiht. 1518 wirkte Jakob Otter als Pfarrer für die Reformation. 1556 führte Markgraf Karl II. offiziell das lutherische Bekenntnis ein. Einige Höfe, deren Bewohner katholisch blieben, wurden der Pfarrei St. Gallus und Otmar im östlich benachbarten Ebringen zugeschlagen. Um die Pflichten und Rechte aus dem Kirchenpatronat gab es lange Zeit Konflikte zwischen dem Kloster St. Peter und der Landesherrschaft.
Die mittelalterliche, nun evangelische Kirche St. Peter, an der Kirchstraße des heutigen Schallstadt, wurde im 18. Jahrhundert nach Süden verbreitert und 1869 neugotisch verändert und im Westen um eine Achse verlängert. Bis zum Zweiten Weltkrieg gab es nur an die drei katholische Familien in Schallstadt. Mit den Bombenangriffen des Krieges flüchteten Städter aufs Land, darunter auch Katholiken. Einen noch stärkeren Zuzug brachten die Flüchtlingsströme nach dem Krieg. Lange benutzten die Katholiken die evangelische Pfarrkirche als Gottesdienstraum. Sie „hatten jederzeit das Gefühl, gern gesehene Gäste zu sein. Große Offenheit und Dialogbereitschaft zeichneten die Christen beider Konfessionen aus.“ Ab 1960 strebten die Katholiken aber nach Selbständigkeit und einer eigenen Kirche. 1972 errichtete Erzbischof Hermann Schäufele die neue Pfarrgemeinde Schallstadt-Wolfenweiler. Die erwarb 1989 durch Tausch und Schenkung an der Grenze der beiden Teilorte, auf dem Gewann „Auf der Viehweid“, Gelände für ein vollständiges Kirchenzentrum.

## Patrozinium
Im Mittelalter gehörten zu St. Peter Wolfenweiler eine Reihe von Kapellen, so in den Weilern Leutersberg und Föhrenschallstadt, und so im alten Dorf Schallstadt die 1352 genannte, dem heiligen Blasius von Sebaste geweihte „ecclesia sancti Blasii“, die mit dem Kloster St. Blasien verbunden war. Zum Sonntagsgottesdienst gingen die Schallstädter jedoch stets in die Peterskirche. In der Reformationszeit verlor die Kapelle ihren sakralen Charakter. Im 18. Jahrhundert wurde sie zum Schulhaus umgebaut. Als es um den Titelheiligen ihrer neu zu errichtenden Kirche ging, entschied sich die Pfarrgemeinde für den Patron der ehemaligen Kapelle.

## Baugeschichte
Die Rohplanung begann 1987. Die Pläne erstellte das Erzbischöfliche Bauamt mit den Architekten Josef Laule und Hans-Peter Heitzler. 1992 wurde der Grundstein gelegt, am 4. September 1994 die Kirche von Erzbischof Oskar Saier konsekriert. Ein Novum war „die Aufgabe, im Kirchenraum die drei heimatlosen Matthias-Faller-Altäre aus Gütenbach unterzubringen. <...> Vorbilder dafür gab es <...> nur bei bestehenden Kirchen, bei denen alte Chöre neuen Kirchenräumen angefügt wurden, so in Hinterzarten und Pfaffenweiler. Um den Altären eine Beziehung zu ihrem neuen Standort zu vermitteln, wurde der Ostteil der alten Chorturmkirche von Gütenbach maßstäblich nachgebaut und an den Zentralraum angefügt.“

St. Katharina Gütenbach um 1890
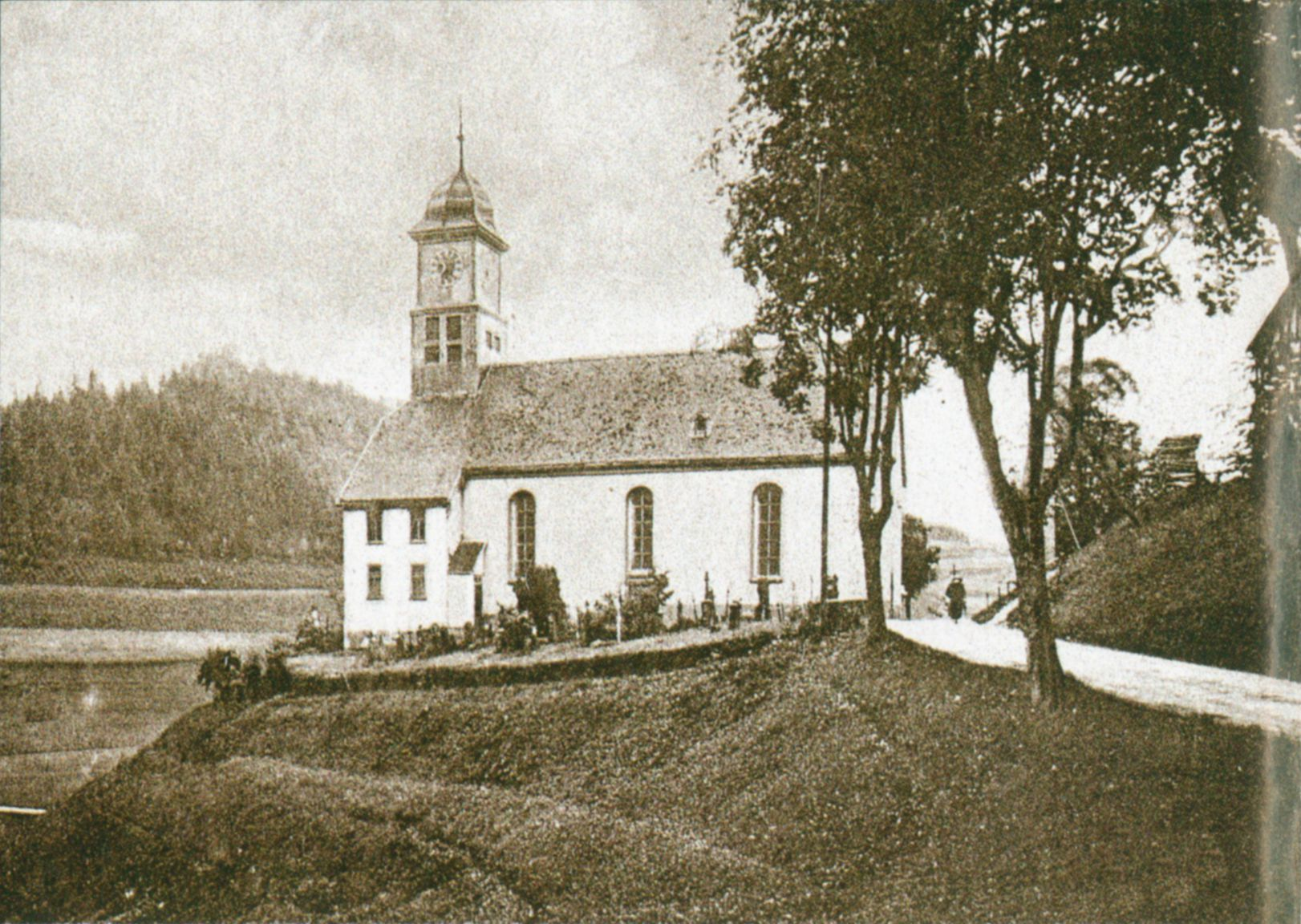
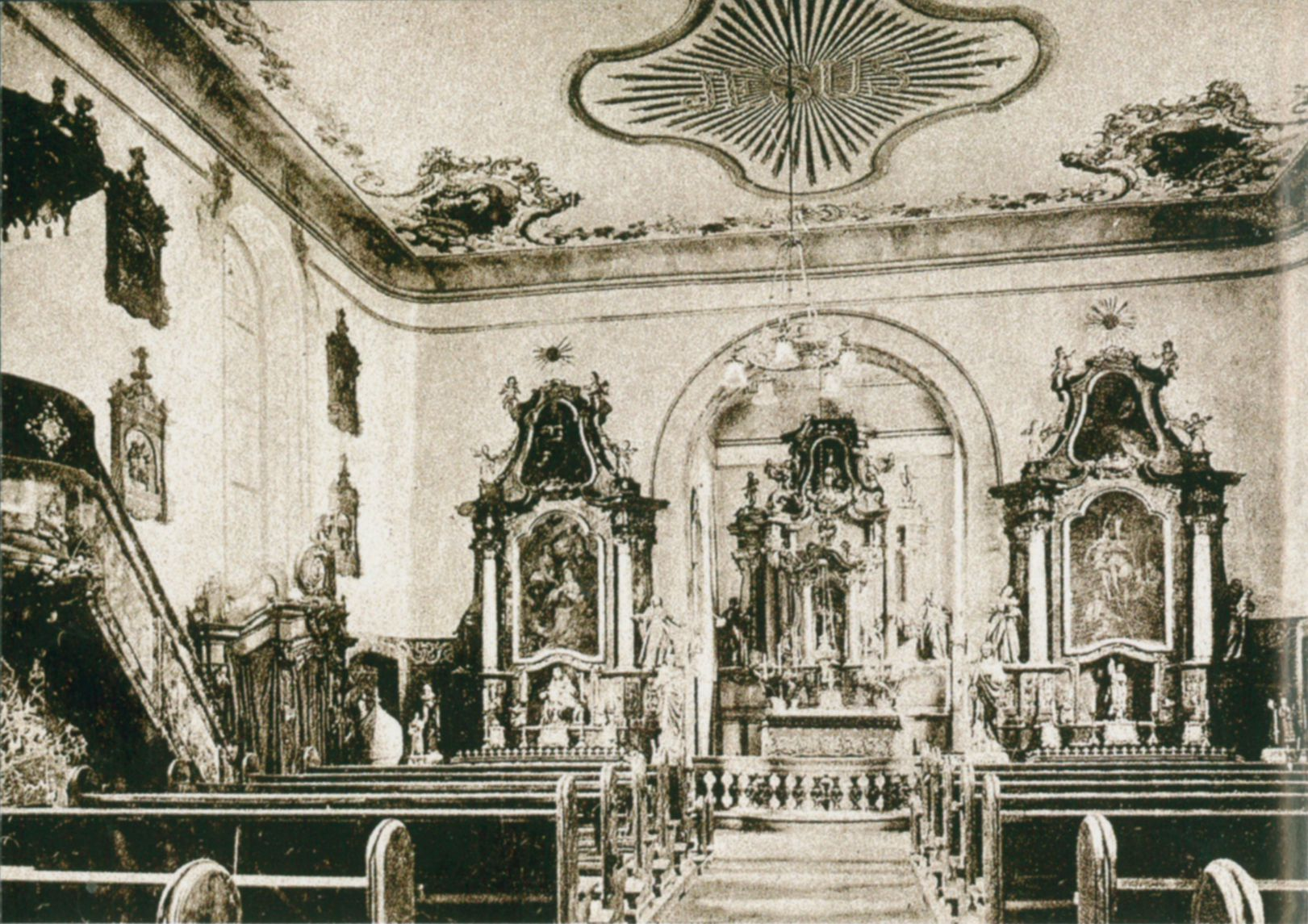

Die Gütenbacher Relikte waren zunächst in einer Gütenbacher Garage aufbewahrt worden. Nachdem sich Verwendungen in der St. Ursula-Kapelle in St. Peter (Hochschwarzwald) und der Pfarrkirche St. Wendelin in Feldberg-Altglashütten als untunlich erwiesen hatten, „kam es 1983 zum Transport der hart mitgenommenen Teile, an denen überdies die Leimfugen aufgingen, nach Schallstadt und Freiburg. Es stellte sich dann erst später heraus, daß einzelne Figuren (so ein Jesusknabe auf der Weltkugel, die Schlange zu seinen Füßen mit einer Lanze treffend, ferner eine Maria und ein Johannes aus einer Kreuzigungsgruppe, dazu sämtliche Putten der Seitenaltäre) in St. Peter auf nicht geklärte Weise abhanden gekommen waren. Weiter fehlte auch der elegant mit Zierteilen geschnitzte Rahmen des Hochaltar-Hauptblattes.“ Den Ersatz der verlorenen Schnitzereien sowie die modernen Ausstattungsstücke schuf der aus Vöhrenbach-Urach stammende Bildhauer Wolfgang Kleiser (* 1936).

## Gebäude

Inneres von St. Blasius
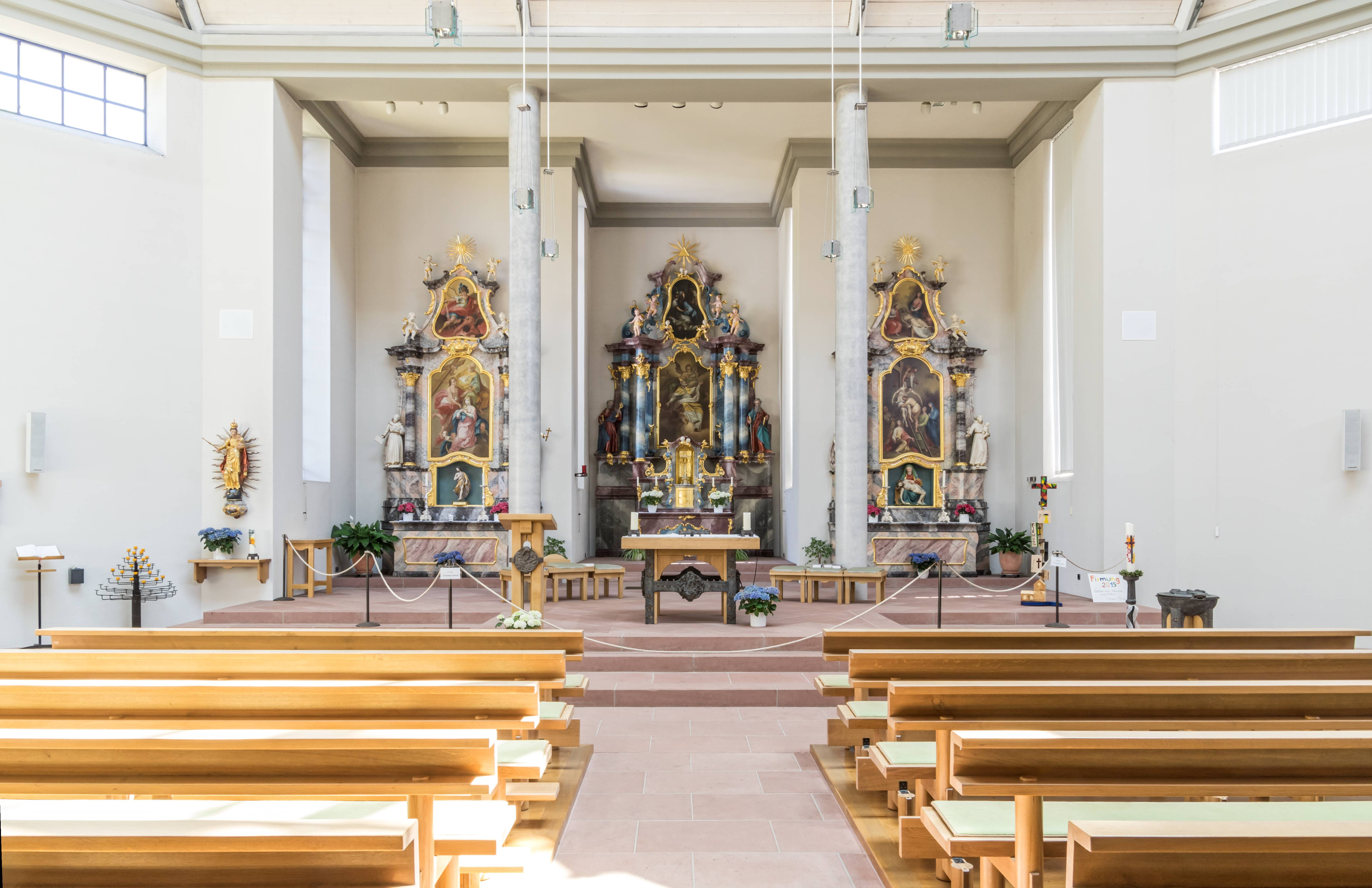
Richtung Osten
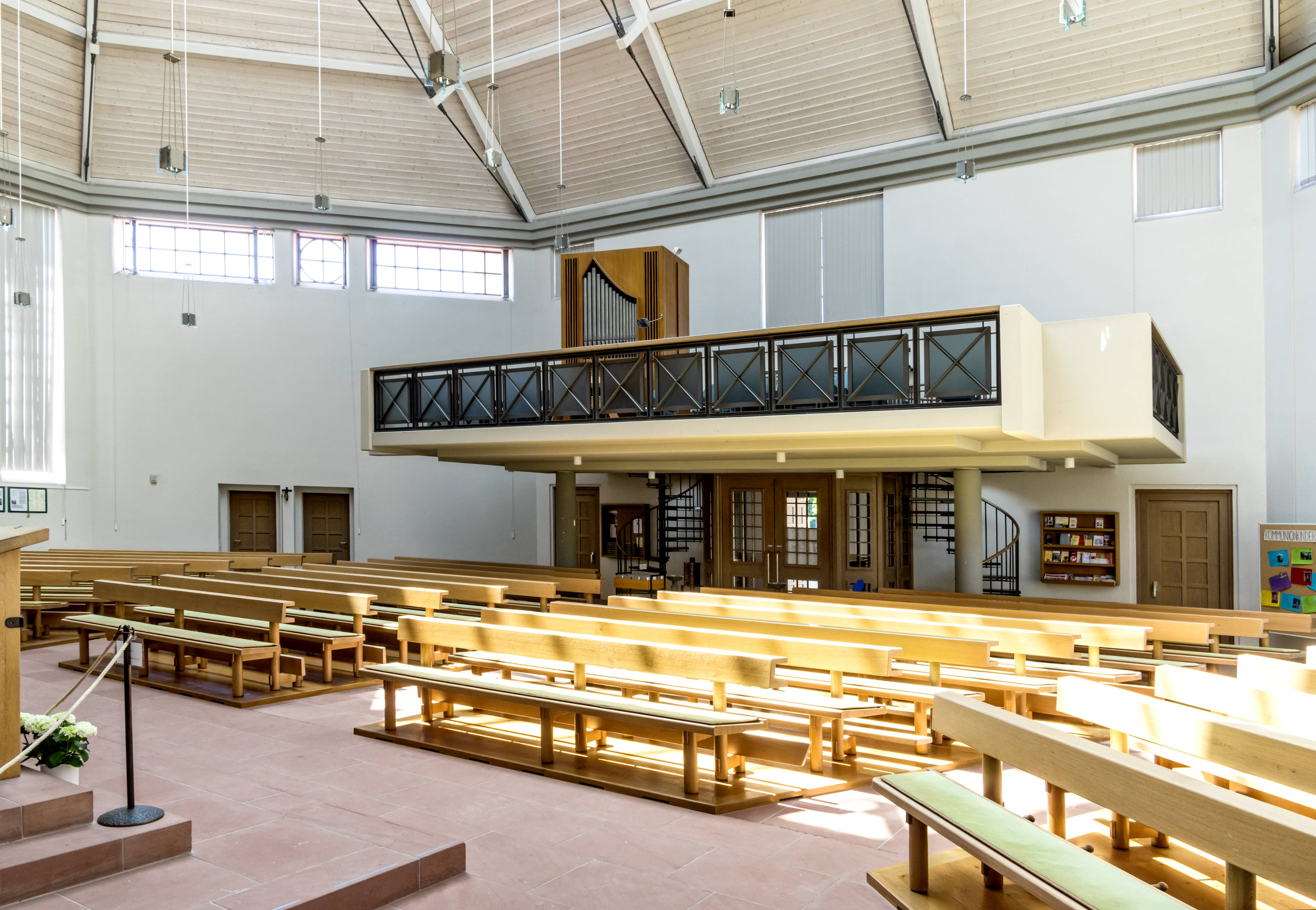
Richtung Westen
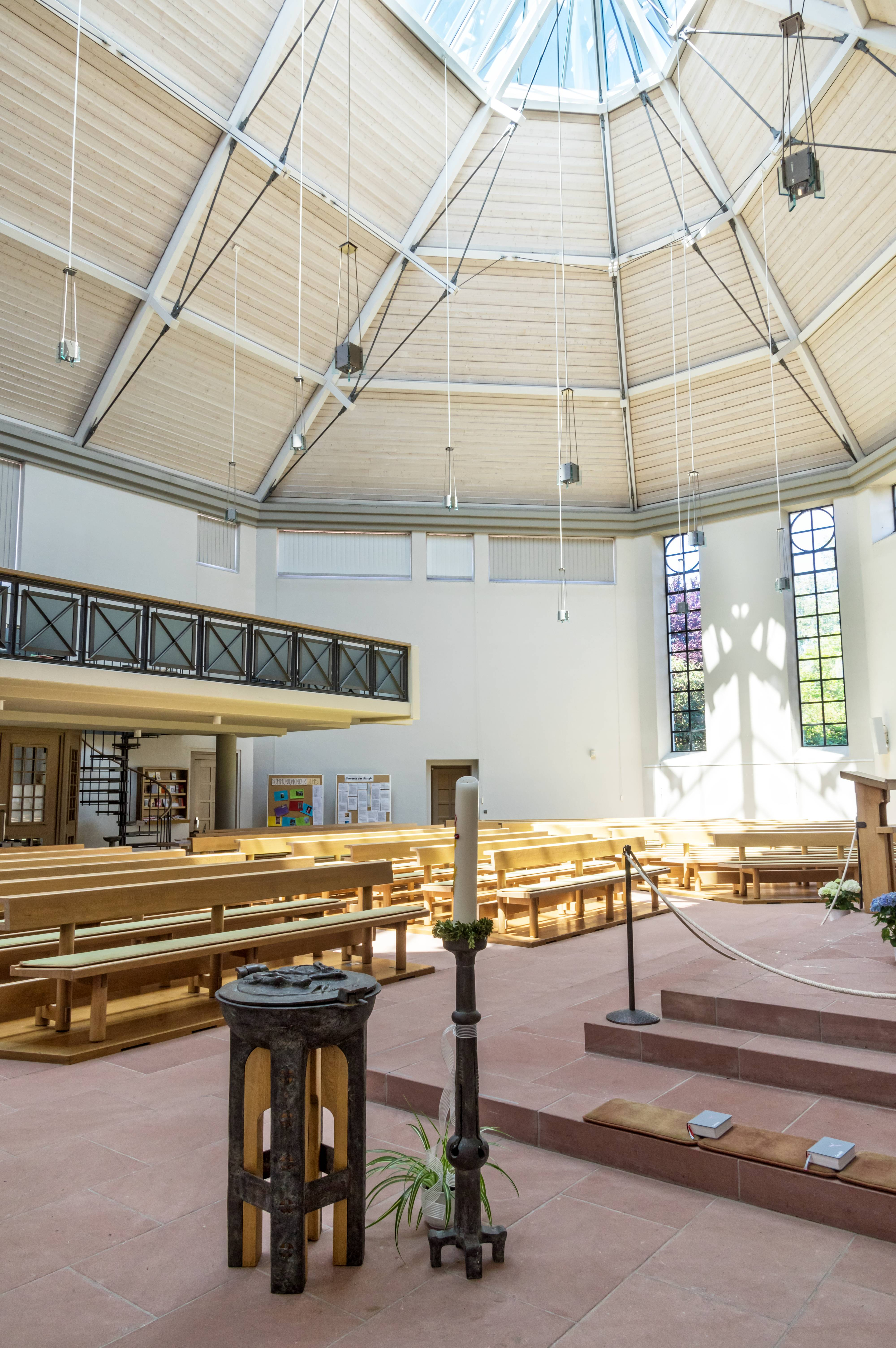
Richtung Nordwesten

Der Hauptweg auf dem ummauerten Kirchplatz führt genau von Westen auf die geostete Kirche zu. Er trifft dabei zunächst auf einen sechseckigen gedeckten Umgang, über dessen rechter, südlicher Ecke sich der freistehende Turm mit Satteldach erhebt. Er nimmt „Formen der traditionellen Markgräfler Kirchtürme auf“ – eine Rückkehr zu geschlossen-massiver Bauweise „nach den vielen aufgelösten Formen der Nachkriegskirchen“. Der Hauptweg endet am Portal der Kirche, deren Grundriss dem Umgang ähnelt und die mit einem steilen Walmdach das Gemeindezentrum dominiert.
Das Innere öffnet sich als ein Achteck, an das sich im Osten der Nachbau des Gütenbacher Chors anschließt. An die Südwest- und die Nordwestwand stoßen, niedriger und mit Satteldächern, Gemeinderäume und die Sakristei. Licht strömt durch das Glas des Dachfirsts, durch lange niedrige Rechteckfenster unmittelbar unter dem Dachansatz in den Südwest- und Nordwestwänden und durch schmale hohe Rechteckfenster in den Süd- und Nordwänden.

## Ausstattung

### Gütenbacher Altäre

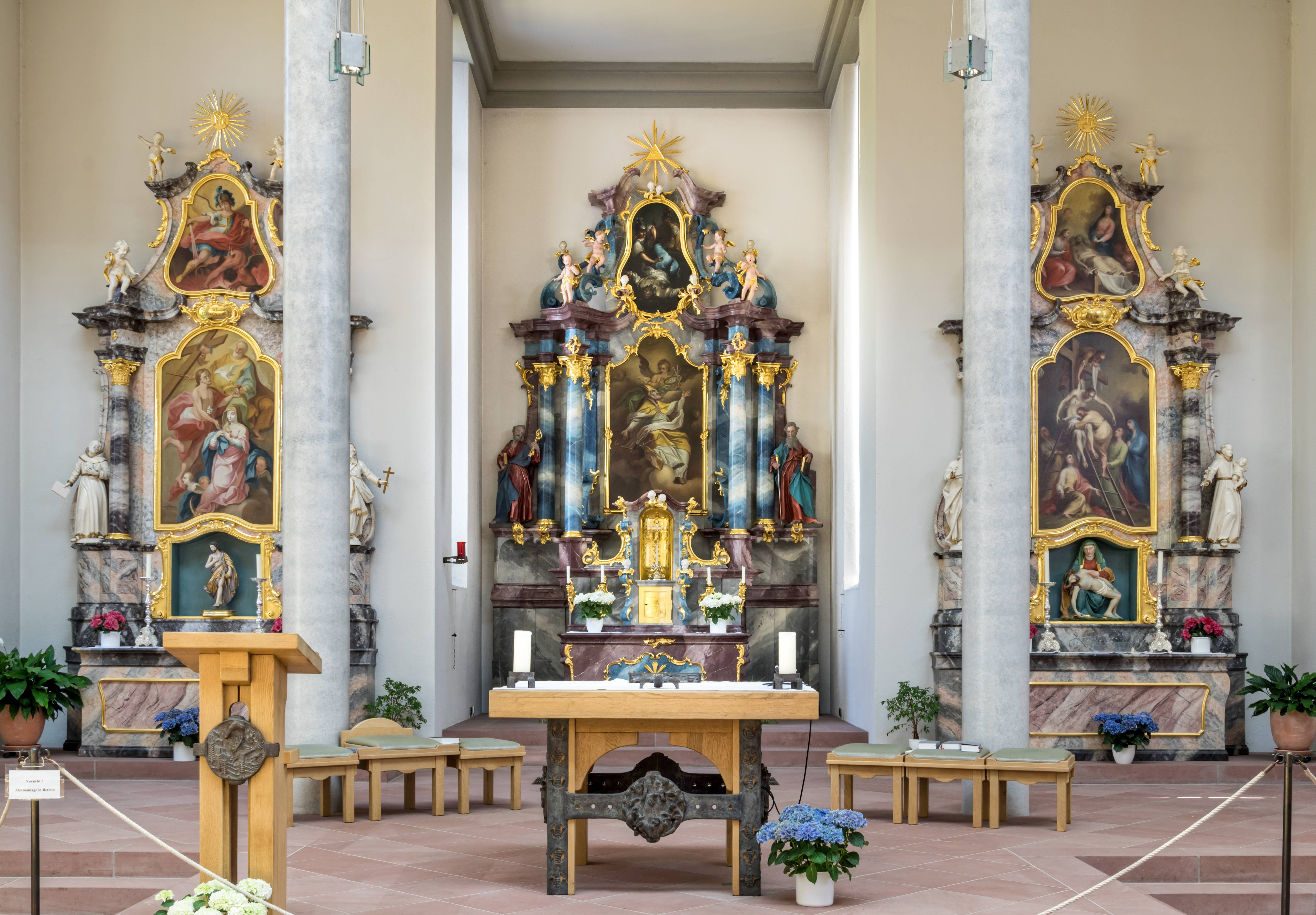
Barocke Altäre und neuer Zelebrationsaltar

Kostbarster Teil der Ausstattung sind die alten, für Gütenbach zur Zeit des dortigen Pfarrers Xaver Kerkenmayer (in Gütenbach von 1754 bis zu seinem Tod 1779) geschaffenen Altäre.
Den Hochaltar schnitzte Matthias Faller, der wohl mit dem Vöhrenbacher Kunstschreiner Franz Xaver Stöhr zusammenarbeitete, etwa 1762. Gefasst wurde der Altar erst 1768 von dem Donaueschinger Maler Franz Anton Widmer. „Faszinierend sind die intensiven Blautöne an den aufsteigenden Altarteilen ausgefallen, an Säulen und Volutenspangen, dann auch die Marmorierung in dunklem, ins Violett hinüberspielendem Fleischrot an den tragenden Partien, die sich kräftig von dem lichten Grau der Zwischenteile abheben.“ Links steht der heilige Petrus mit Buch und Schlüssel, rechts der heilige Paulus mit Buch und Schwert. Von den Putten ist nur noch einer original. Der Tabernakel ist nicht barock, sondern ein Werk von 1936, das Tabernakelkreuz eine Kopie Kleisers nach einem Matthias-Faller-Kreuz.

Hochaltar
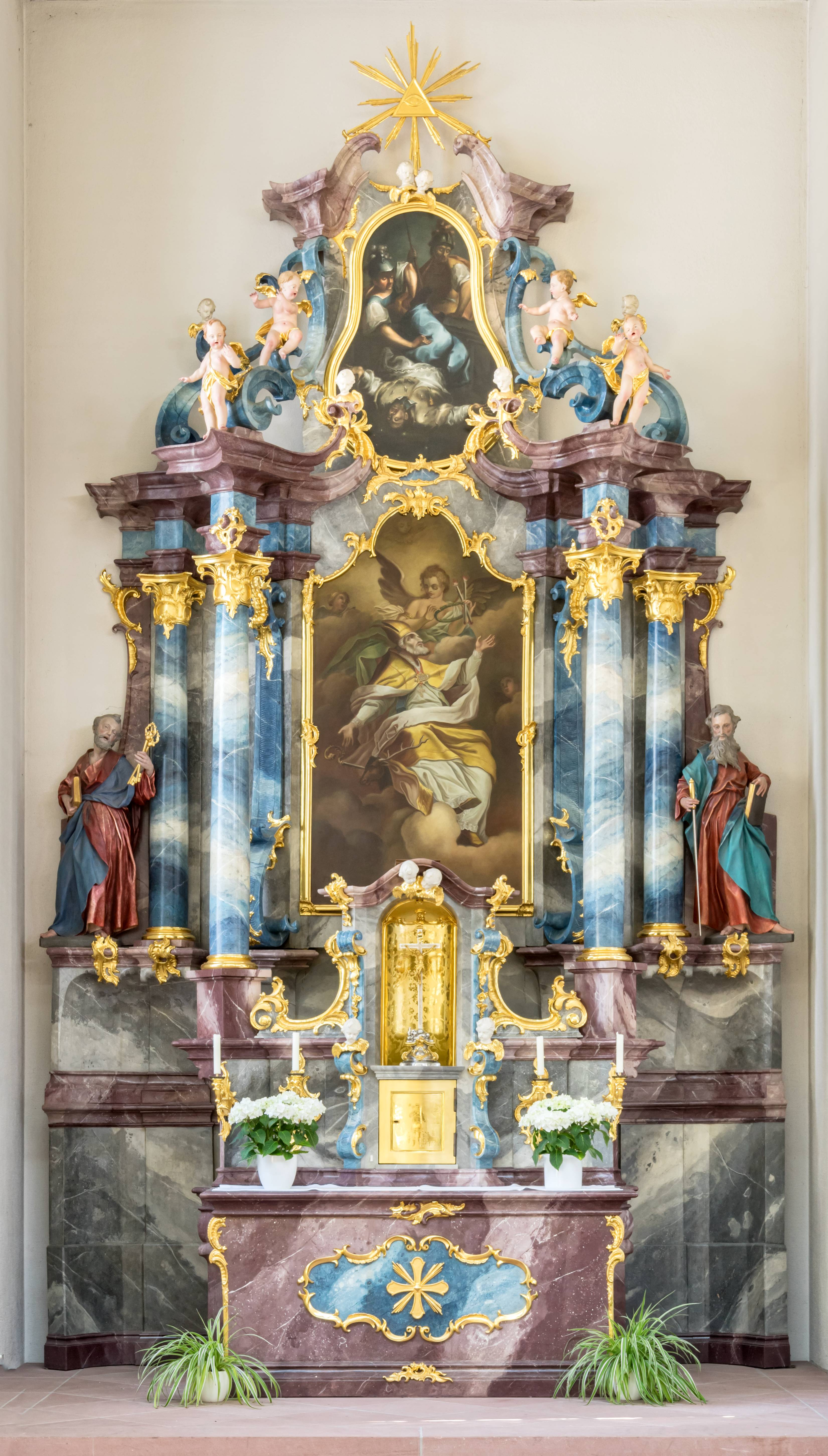
Gesamtansicht
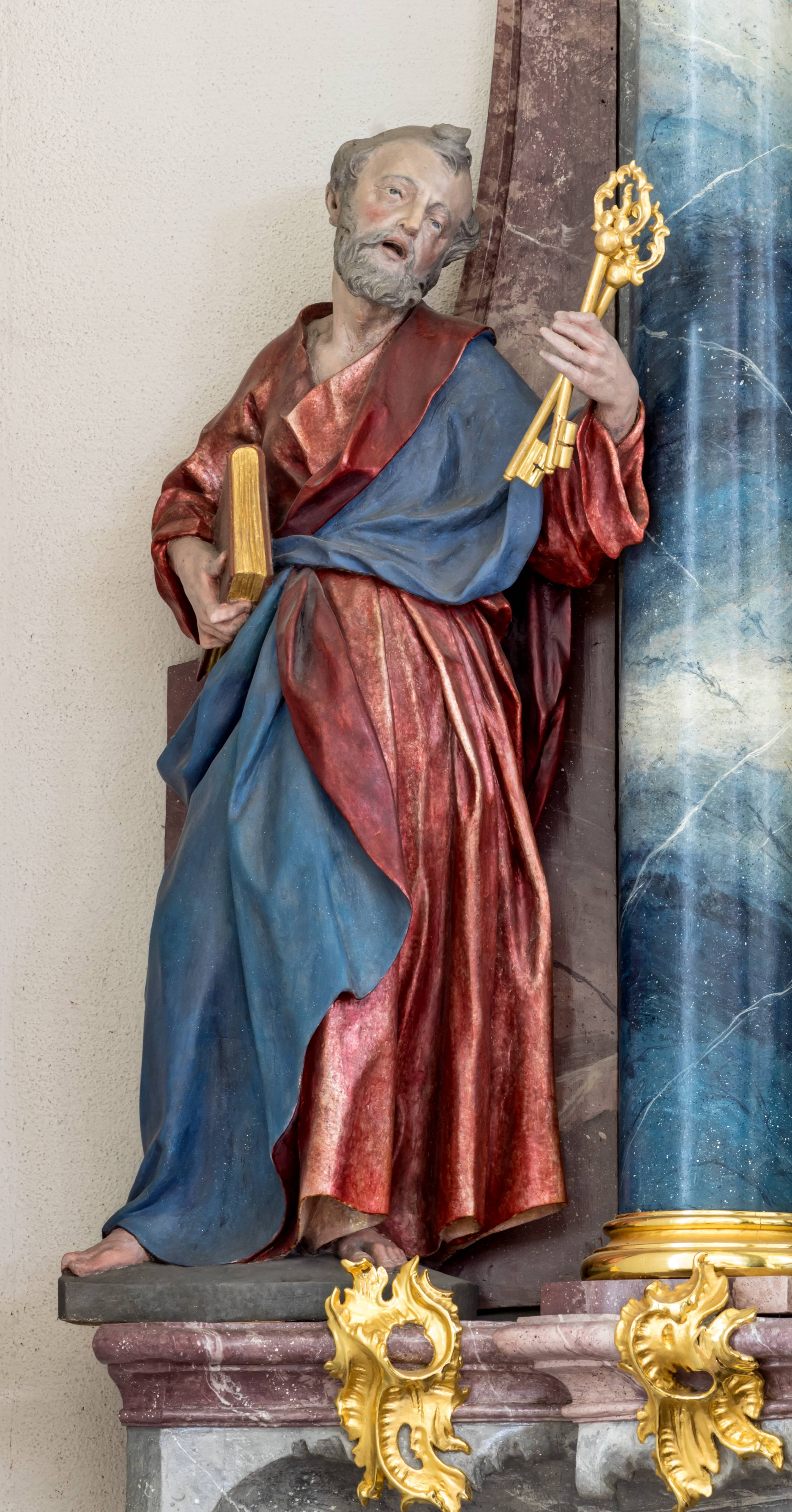
Petrus
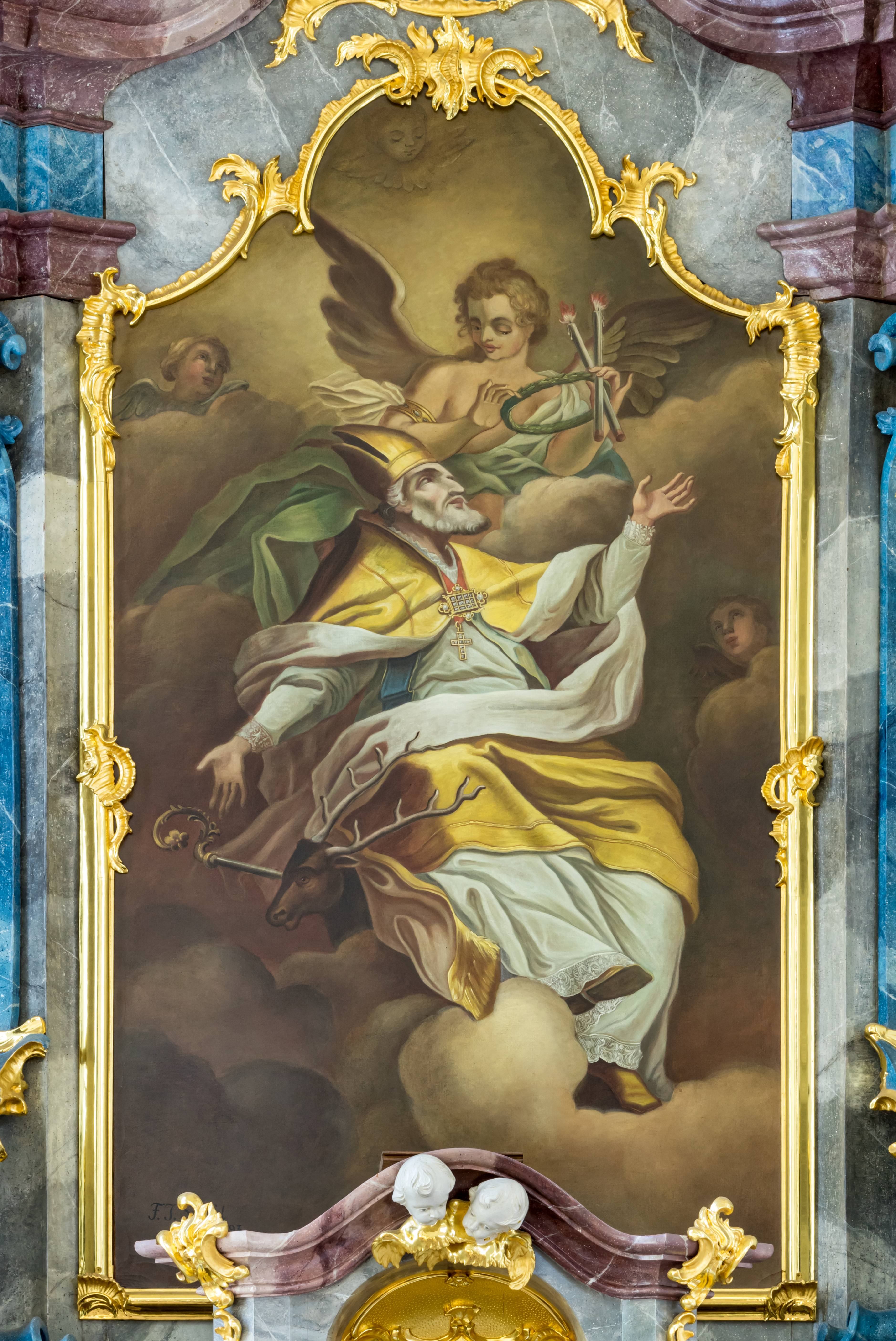
Blasius
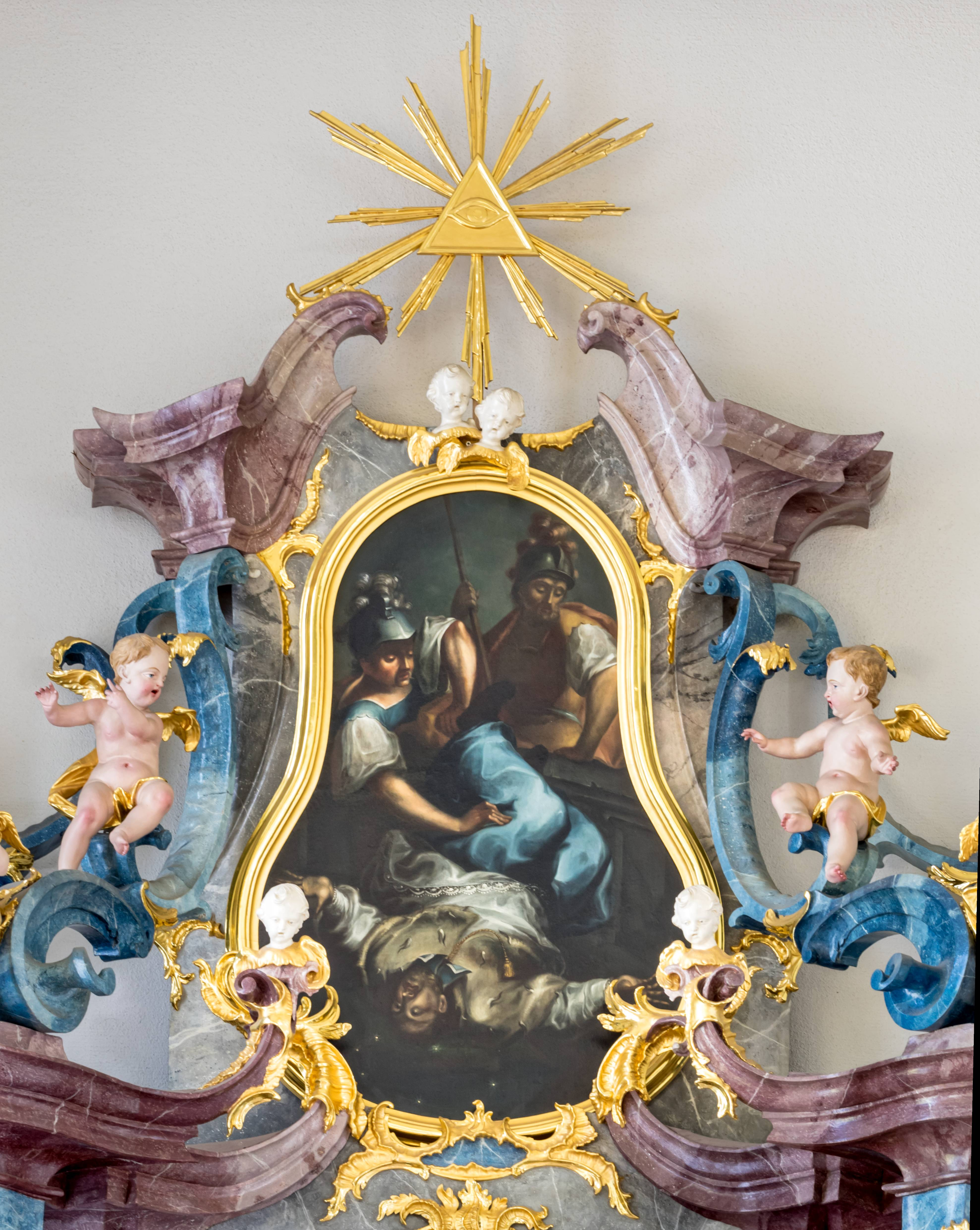
Johannes Nepomuk
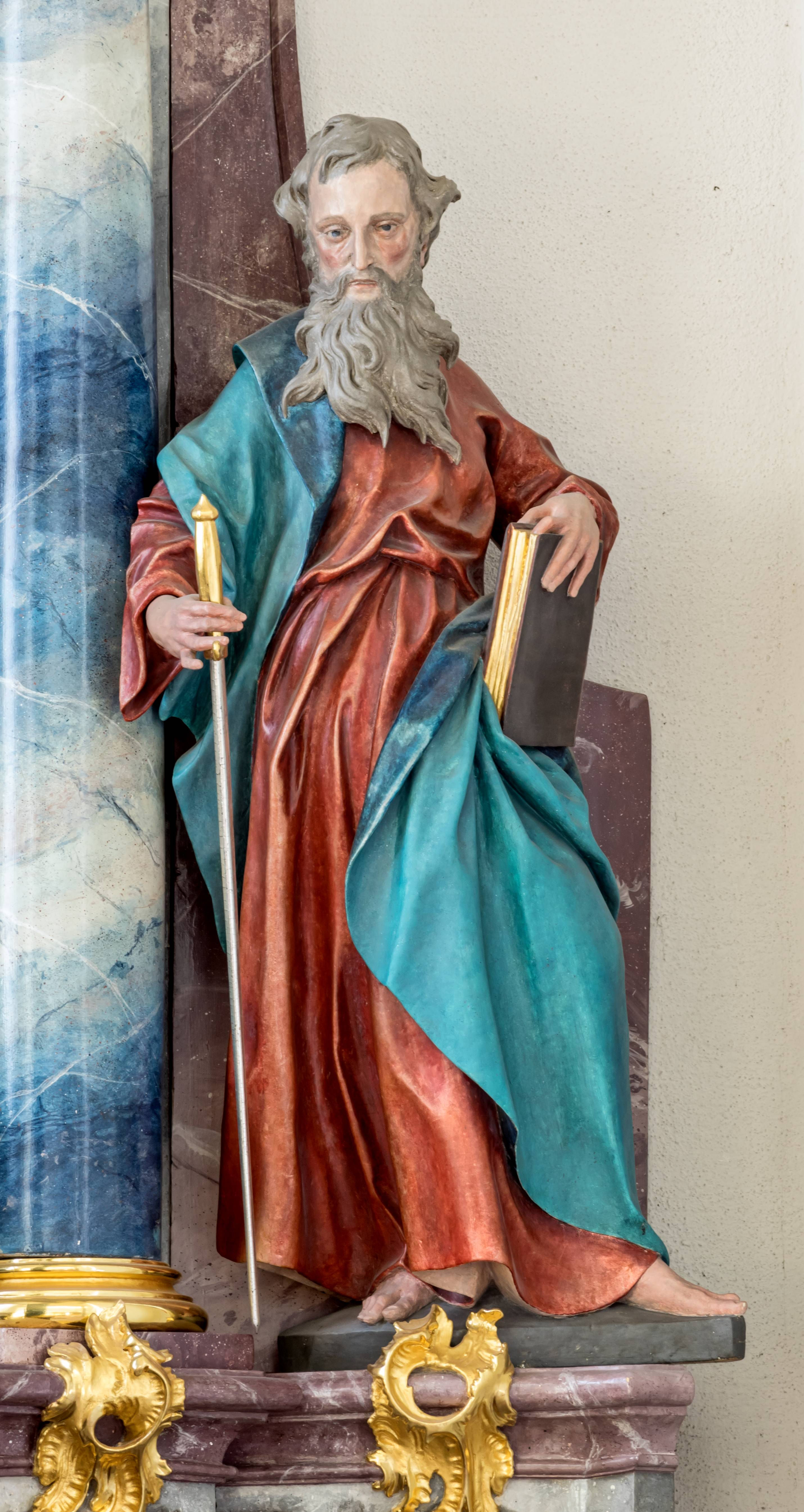
Paulus

Das Hauptgemälde des Gütenbacher Hochaltars war, dem dortigen Patrozinium entsprechend, eine Enthauptung der heiligen Katharina von Alexandrien, ein frühes Werk Simon Gösers. Es ist in Gütenbach verblieben und hängt dort in der Werktagskapelle der neuen, 1965 geweihten Pfarrkirche. Für Schallstadt wurde 1993 ein 1765 von Johann Pfunner geschaffenes Gemälde des heiligen Blasius in der St. Vincentius-Kirche in March-Neuershausen kopiert. Ein Engel hält über den Heiligen im Bischofsornat die Krone des Martyriums und zwei gekreuzte Kerzen. Das Schallstädter Oberbild zeigt in einer Kopie aus dem Jahr 1850 Simon Gösers Bergung der Leiche des heiligen Johannes Nepomuk aus der Moldau.
Die Finanzierung ihrer Seitenaltäre gelang den Gütenbachern erst 1779 aus dem Erbe Pfarrer Kerkenmayers. Der Auftrag ging wieder an Matthias Faller, die Ausführung stammt aber weitgehend von dessen Sohn Johann Nepomuk (1747–1797). Außerdem wirkte wohl Franz Xaver Stöhr wieder mit. Die Fassung stammt von Hans Georg Gfell oder Gfäll aus Vöhrenbach-Urach. Die verlorenen Puttos wurden durch Gipsabgüsse von Puttos aus St. Pankratius in March-Holzhausen ersetzt.

Seitenaltäre
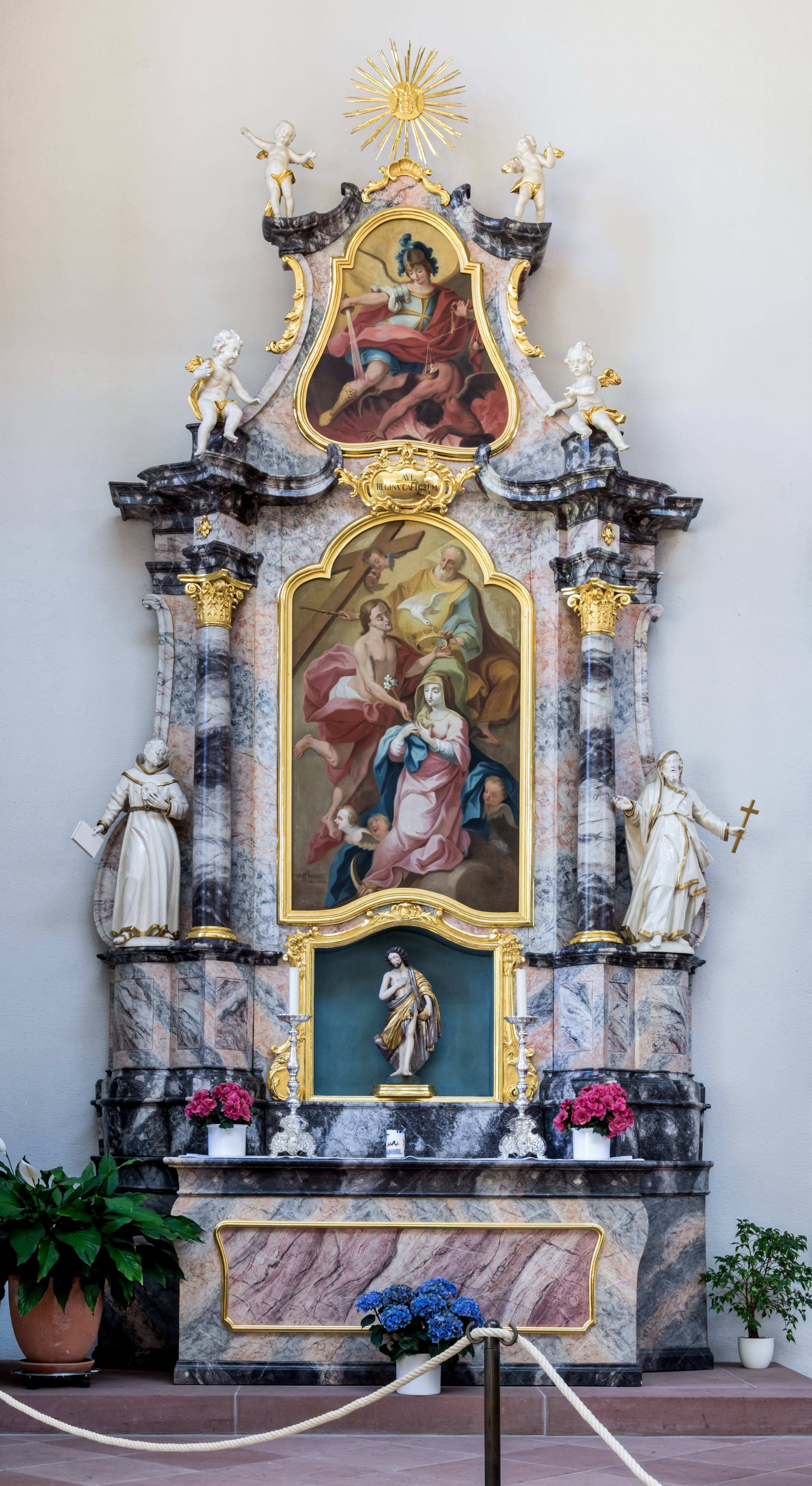
Linker Altar
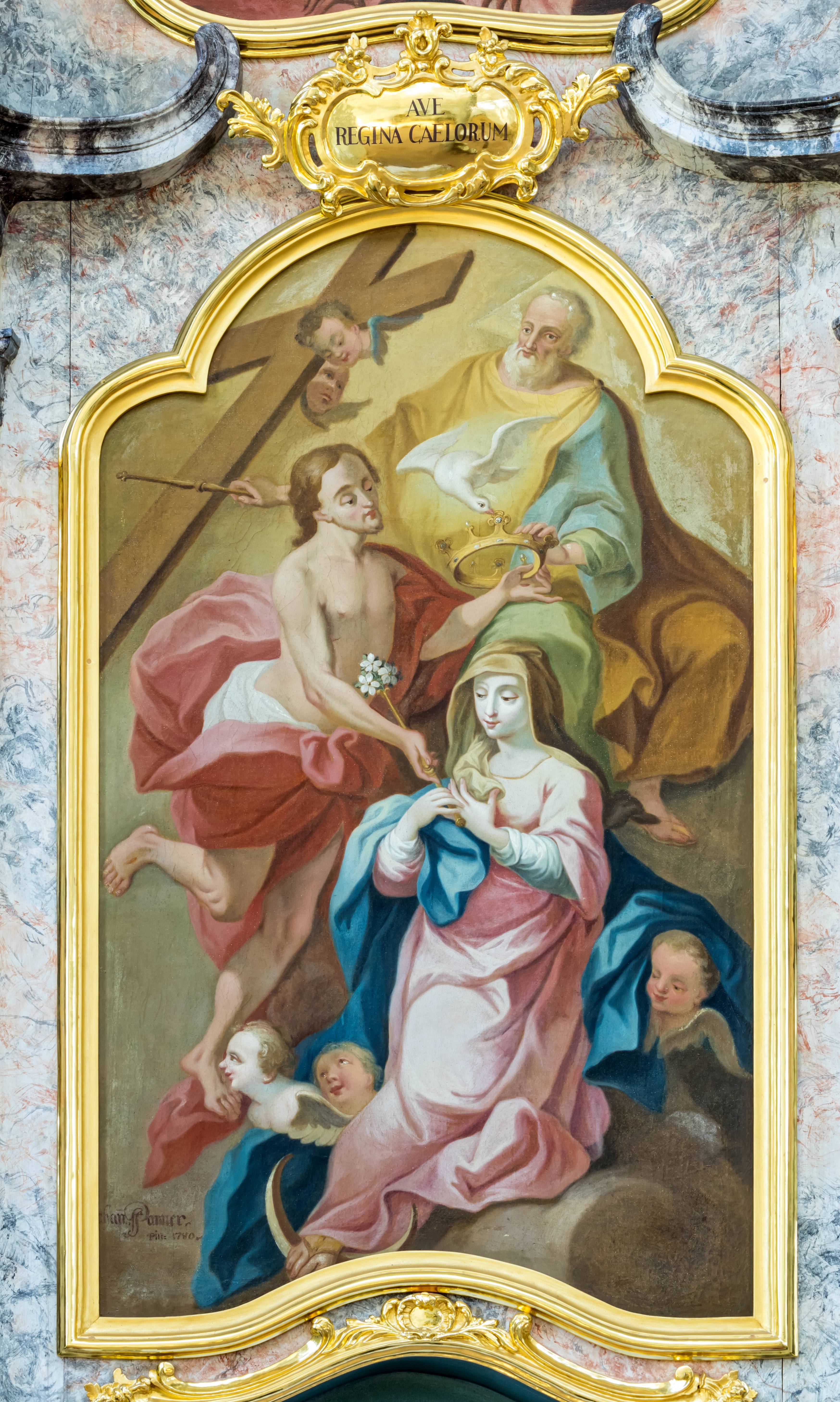
Mariä Himmelfahrt
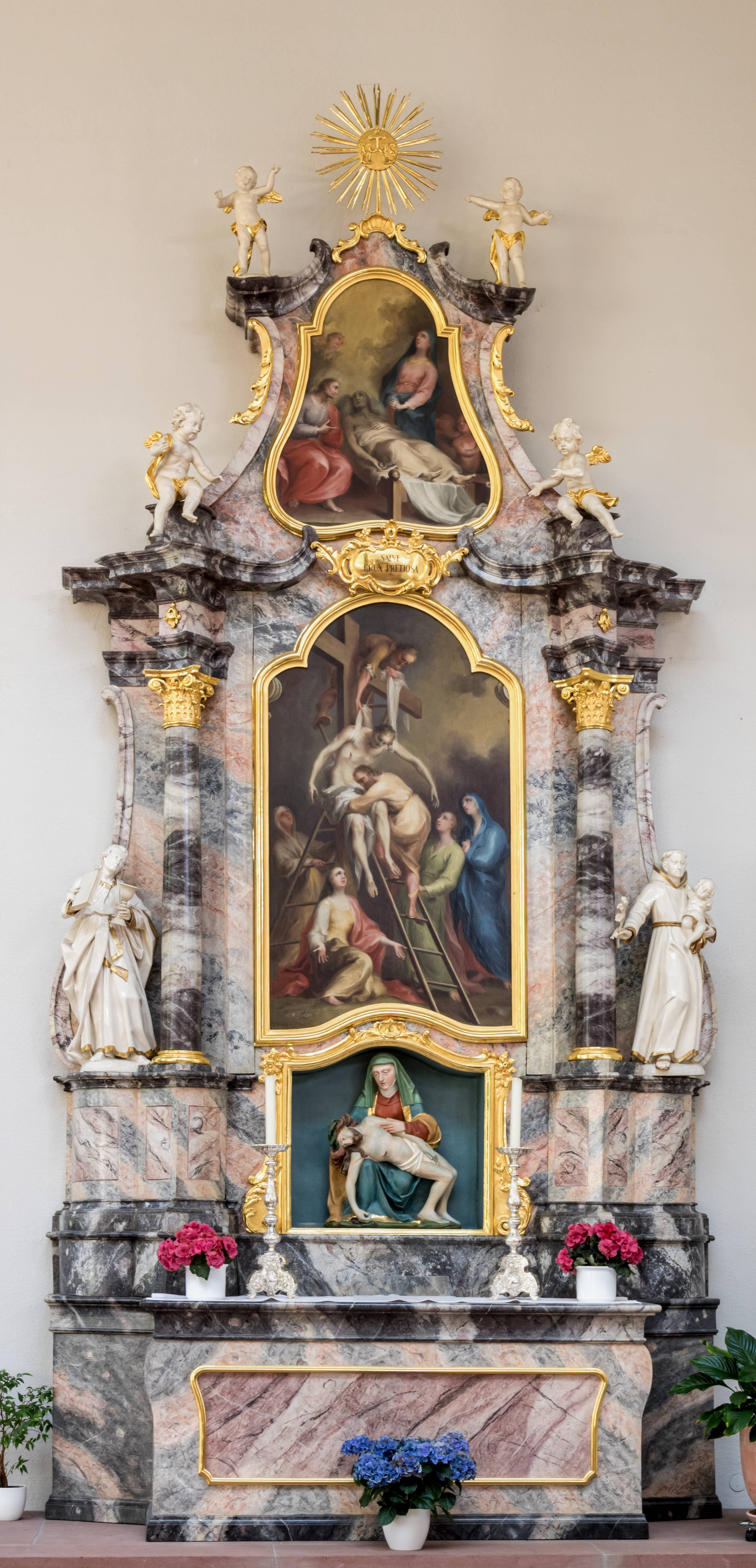
Rechter Altar
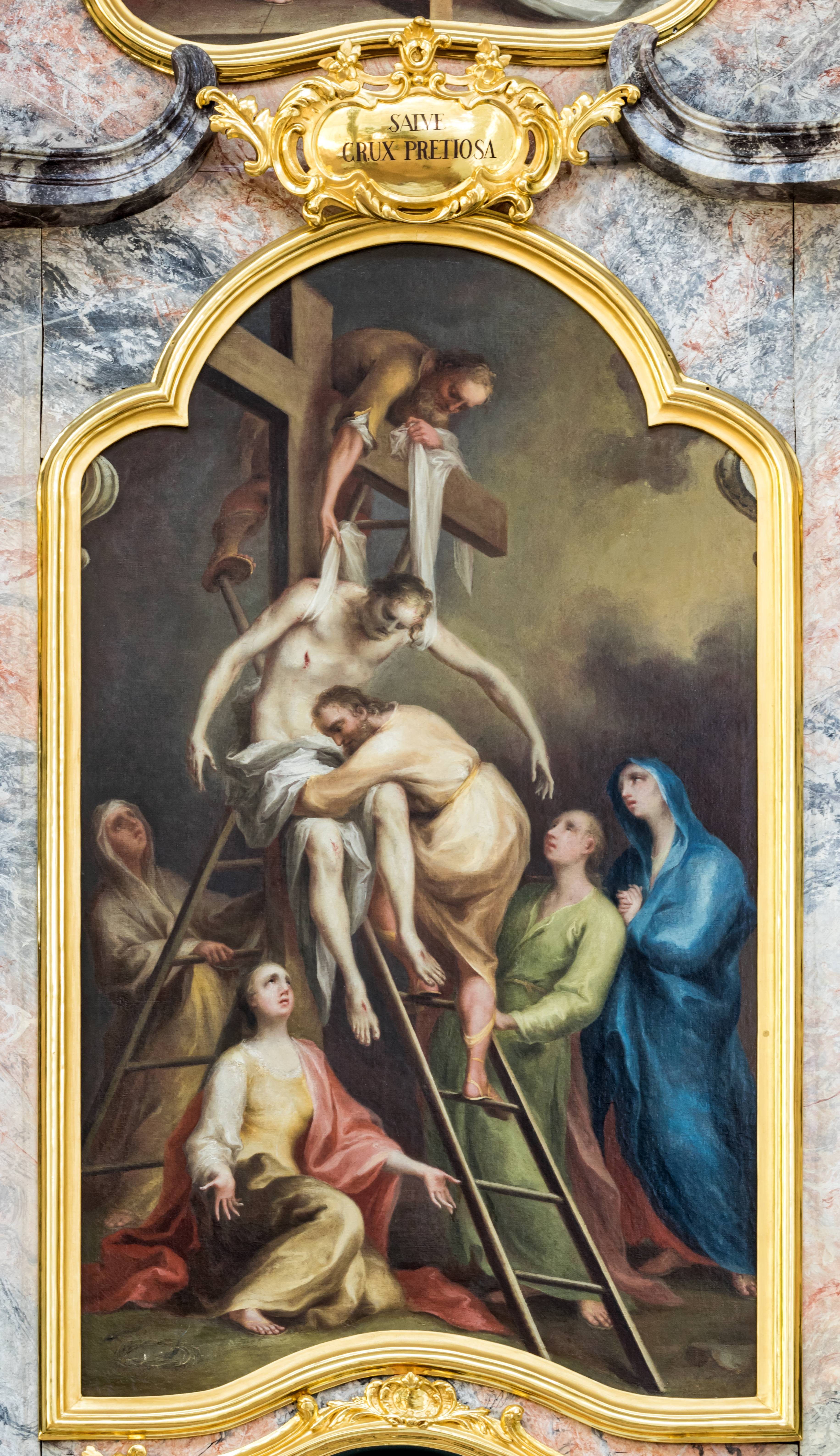
Abnahme Jesu vom Kreuz
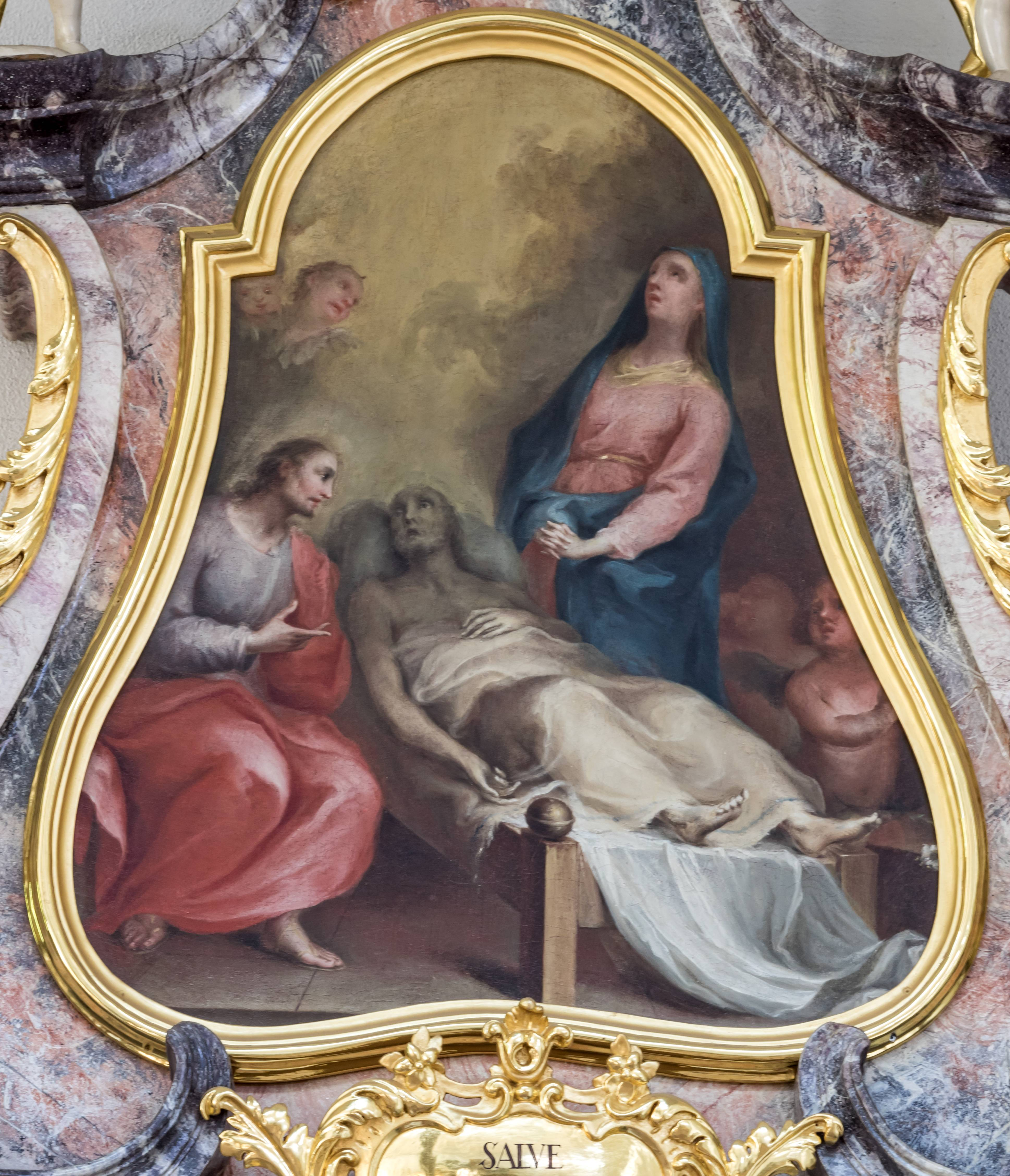
Tod des heiligen Josef

Die Hauptfiguren des linken Seitenaltars, Marienaltars, sind der heilige Franz von Assisi mit einem Totenschädel und ein Apostel, „gerne als hl. Andreas gedeutet“. Die Bilder malte Johann Pfunner. Hauptgemälde ist eine Aufnahme Marias in den Himmel durch die Dreifaltigkeit, von  Pfunner 1780 signiert. Es „zeigt die für Pfunner typische Farbigkeit in Rot-, Gelb-, Blau- und Grüntönen <...>. Allerdings legt der Pinselduktus die Annahme nahe, der Vielmaler in Breisgau und Ortenau, der im Alter unter dem Nachlassen des Augenlichtes litt und zudem noch eine Gastwirtschaft führte, habe den Entwurf und die Vorzeichnung geliefert, ein Hauptgesell habe jedoch Haupt- und Oberbild ausgeführt.“ Das Oberbild zeigt den Erzengel Michael. In der Nische unterhalb des Hauptbildes stand in Gütenbach die oben erwähnte verloren gegangene Skulptur des heranwachsenden Jesusknaben, wie er auf einer Weltkugel steht und mit einer Lanze die Schlange des Teufels trifft. Er wurde ersetzt durch eine Gütenbacher Skulptur Johannes des Täufers von 1726.

Die Hauptfiguren des rechten Seitenaltars, Kreuzaltars nach der Kartuscheninschrift „SALVE CRUX PRETIOSA“ – „Sei gegrüßt, kostbares Kreuz“, sind der Evangelist Johannes und der heilige Antonius von Padua mit Jesuskind und Lilie. Die Gemälde schuf Simon Göser. Das Hauptbild stellt die Abnahme des Leichnams Jesu vom Kreuz durch Josef von Arimathäa und Nikodemus dar (Joh 19,38-42 ). An diesem Bild „zeigt sich die reife Qualität des bedeutendsten Freiburger Malers im letzten Viertel des 18. Jahrhunderts“. Das Oberbild zeigt den Tod des heiligen Josef von Nazaret. In der Nische unten steht der Abguss einer in Gütenbach verbliebenen Pietà aus dem 17. Jahrhundert.

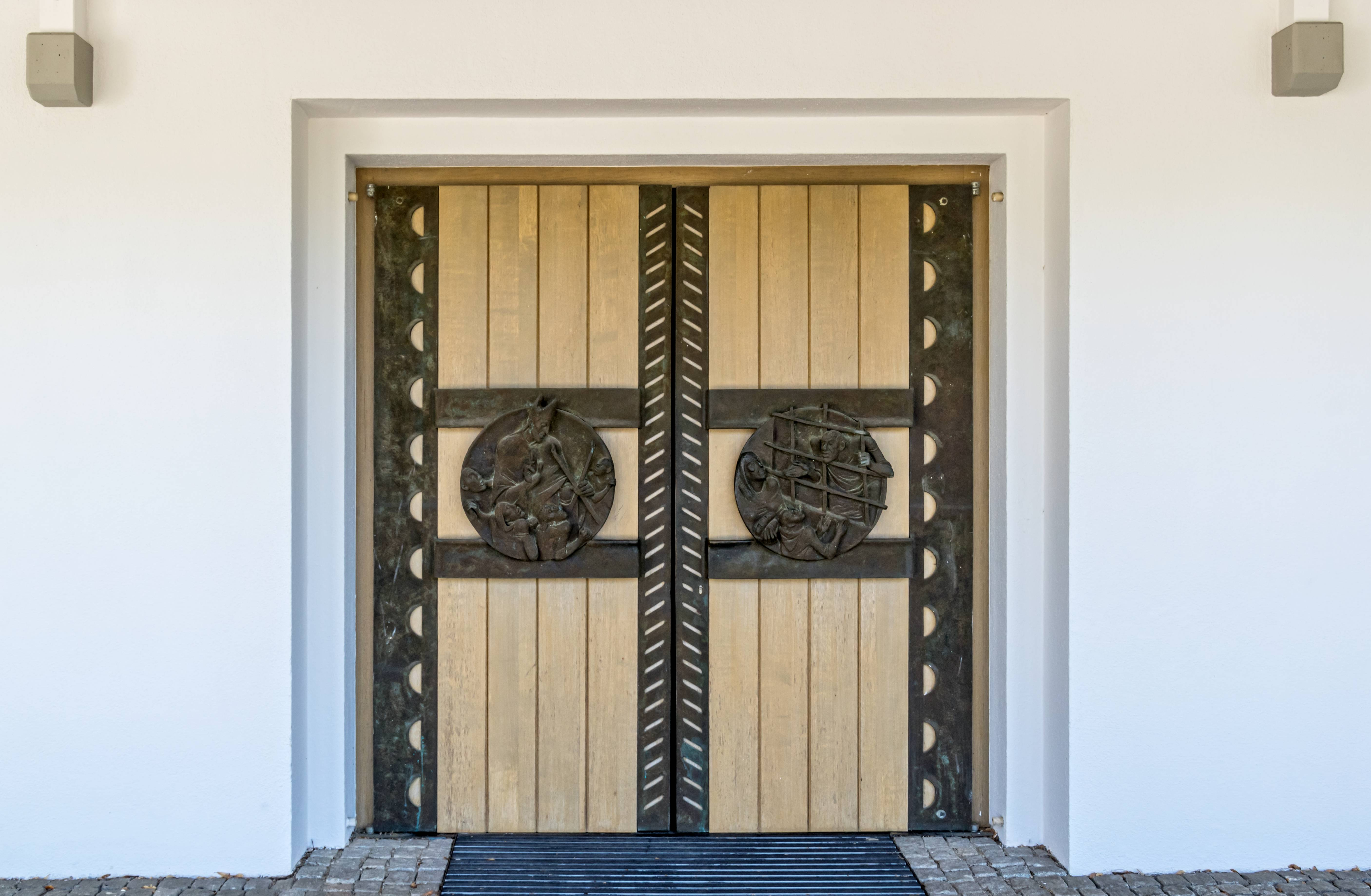
Portal

### Neueres
Den neuen Zelebrationsaltar, den Ambo, die „Taufstätte“ und den Osterleuchter gestaltete Kleiser so, dass sie „die Sprache der heutigen Zeit ausdrücken <...>, ohne aber im Widerspruch oder gar als Fremdkörper zu den Barockaltären zu stehen“. Der hölzerne Zelebrationsaltar ist ein Tisch, auf dessen vier Füßen Brot und Wein dargestellt sind, während vier bronzene Rundscheiben das Abendmahl Jesu, die Mater dolorosa, die Überzeugung des ungläubigen Thomas (Joh 20,24-29 ) und die drei Frauen am leeren Grab (Mk 16,1-6 ) zeigen. Ein Bronzemedaillon am Ambo zeigt die Hand des Sämanns im Gleichnis vom vierfachen Ackerfeld.
Zwei Bronzereliefs an den Türen der Kirche zeigen den heiligen Blasius.

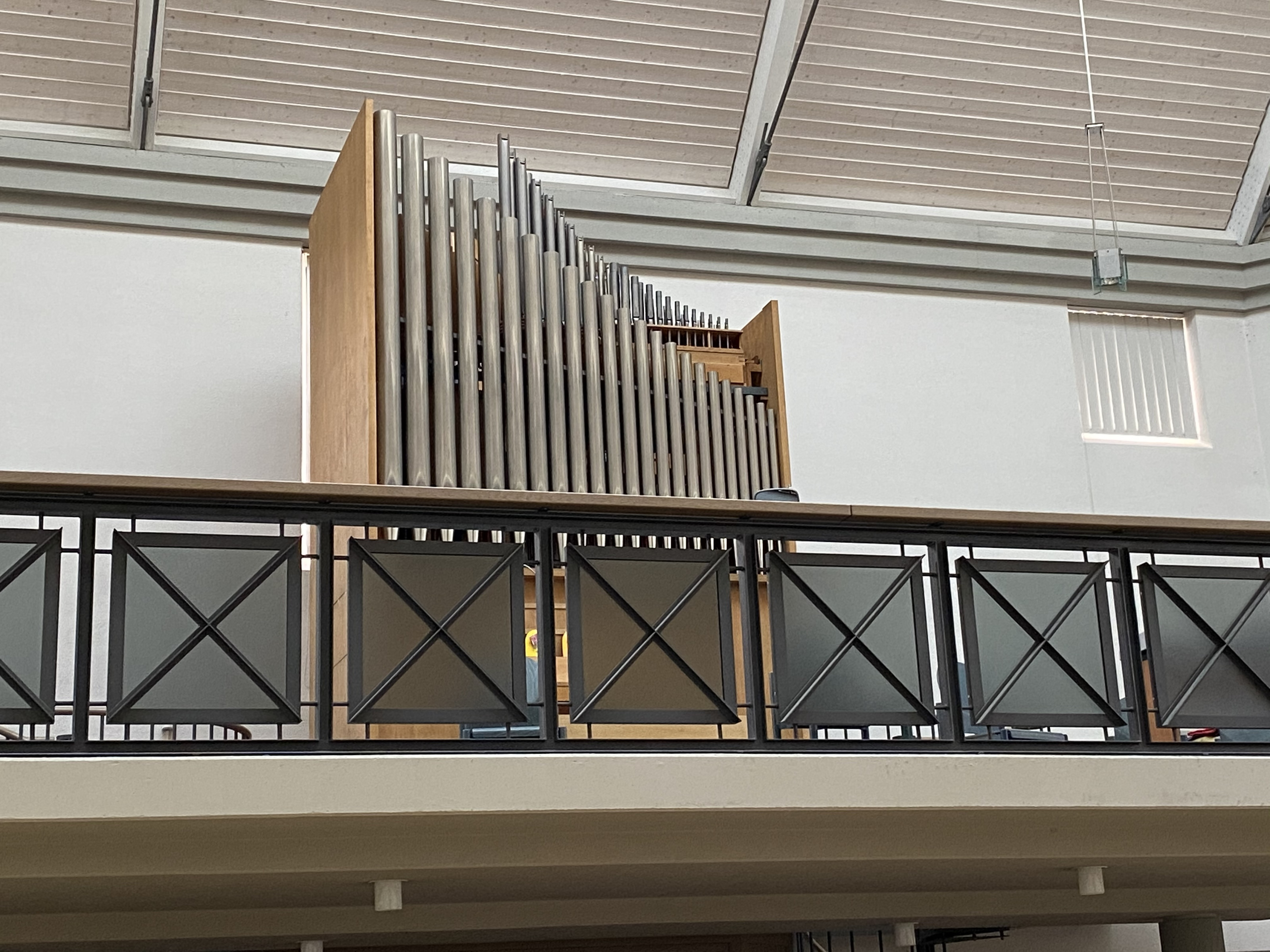
Orgel auf der Empore

### Orgel
Auf einer frei stehenden Empore im hinteren Teil der Kirche befindet sich die Orgel, die 2016 gebraucht aus Biel in der Schweiz erworben wurde und im Jahr 1960 von der Orgelbaufirma Metzler & Söhne gebaut worden war. Das Instrument verfügt über 16 klingende Register auf zwei Manualen und Pedal. Renoviert und in Schallstadt aufgebaut hat sie der Orgelbauer Rolf Emmenegger aus Muttenz/Schweiz.

## Glocken
Im Kirchturm hängt ein Geläut aus vier Bronze-Glocken in einem hölzernen zweigeschossigen Glockenstuhl:
| Nr. | Gießer                     | Gussjahr | Durchmesser | Gewicht | Schlagton |
| --- | -------------------------- | -------- | ----------- | ------- | --------- |
| 1   | Karlsruher Glockengießerei | 2001     | 1050 mm     | 660 kg  | fis′-3    |
| 2   | Karlsruher Glockengießerei | 1995     | 990 mm      | 0496 kg | gis′-2    |
| 3   | Matthäus Edel              | 1801     | 0815 mm     | 0286 kg | ais′-1    |
| 4   | Karlsruher Glockengießerei | 1995     | 0750 mm     | 0219 kg | cis″-1    |

Alle vier Glocken sind in den Uhrschlag der Turmuhr eingebunden, die über zwei Zifferblätter an den Giebelseiten des Turms verfügt; Glocke 1 sorgt für den Stundenschlag, die anderen Glocken schlagen zu den Viertelstunden an.

## Bedeutung
St. Blasius ist „die wohl letzte Neuanlage eines Kirchen- und Gemeindezentrums in der Erzdiözese Freiburg“. Mit ihr fand nach Manfred Hermann die „Odyssee“ der Gütenbacher Altäre ein „glückliches Ende“. Sie bietet „ein abgewogenes Maß auch moderner Arbeiten von hoher Qualität, Werke der darstellenden Kunst aus Holz und Bronze, die auf der Höhe der Zeit stehen.“